# デヴィッド・ベントリー
デイヴィッド・マイケル・ベントリー（David Michael Bentley, 1984年8月27日 - ）は、イギリス（イングランド）・ケンブリッジシャー州ピーターバラ出身の元サッカー選手。ポジションはミッドフィールダー。現役時代はイングランド代表。

## 経歴

### クラブ
2001年にアーセナルFCに入団、当時はフォワードで”ベルカンプの後継者”と将来を嘱望されていた。2002年にトップチームに昇格したが、トップチームでは芽が出ず、アーセン・ヴェンゲル監督に見限られながらも、2004-05シーズンにレンタル先のノリッジ・シティで頭角を現わした。そして、移籍先のブラックバーン・ローヴァーズとイングランドU-21代表の主力となった。
アーセナル時代にはセンターフォワードとしてプレーしていたが、ノリッジ移籍後にサイドハーフに固定された。正確なクロスを持ち味としていたことや、ファーストネームから”ベッカムの後継者”と呼ばれるようになる。
2008-09シーズン夏季移籍期間にトッテナム・ホットスパーに、移籍金1700万ポンドで移籍した。しかしトッテナムでは本領を発揮できず、その後もバーミンガム・シティ、ウェストハム・ユナイテッドFC、FCロストフと転々とし、2013年に古巣ブラックバーンに復帰するもそこでも復活することはできなかった。
2013年にトッテナムを契約満了につき退団、それからは無所属が続いており、2014年6月13日、29歳の若さにして現役引退を発表した。
現役引退後は、スペインでレストランを経営している。

### 代表
代表では、U-15に初選出されて以後、U-16、U-18、U-21と各年代の代表チームの主力選手として活躍。U-18では主将も務めた。フル代表には、2007年6月2日のブラジル戦に初招集をされたがベンチ入りするも出番はなかった。2007年9月8日、EURO2008予選のイスラエル戦で代表デビューを果たした。

## エピソード
2009年7月12日、レストランで友人と食事中に、近寄ってきた男に突然殴られる事件があった。

## タイトル
トッテナム・ホットスパーFC
- カーリング・カップ : (1) 2008-09

バーミンガム・シティFC
- カーリング・カップ : (1) 2010-11